# Andoni Goikoetxea
Andoni Goikoetxea Olaskoaga (Alonsótegui, Baracaldo, Vizcaya, 23 de agosto de 1956) es un exfutbolista, entrenador y comentarista español. 
En su etapa de futbolista, ocupó la demarcación de defensa central. Debutó en Primera División con el Athletic Club en 1975 y fue internacional en 39 partidos con la selección española. El periódico británico The Times, en un artículo, lo consideró como el jugador más duro de la historia del fútbol, por lesionar a Maradona.

## Trayectoria

### Como jugador
Empezó su trayectoria futbolística en el Arbuyo, donde jugó hasta la categoría de juvenil. Además, durante parte de la temporada 1971-72, jugó con el equipo senior. La temporada siguiente firmó por el Athletic Club. Allí pasó por sus equipos juveniles y el Bilbao Athletic. Debutó ante la Real Sociedad, en la ida de los cuartos de final de la Copa del Generalísimo, el día 8 de junio de 1975. En Primera División debutó el 7 de septiembre al poco de comenzar la campaña 1975-76 ante la UD Salamanca, donde marcó su primer gol.
Además, Goikoetxea marcó para el Athletic en la temporada 1983-1984 el gol número 500 de los marcados por equipos españoles en la Copa de Europa. Uno de los hechos por el que es más recordado sucedió, el 24 de septiembre de 1983, cuando lesionó de gravedad al entonces futbolista del FC Barcelona, Diego Armando Maradona. Por este hecho fue sancionado con dieciocho encuentros sin jugar, si bien, la sanción fue reducida a seis encuentros. A este hecho se sumaba que, dos años antes, con otra dura entrada, había lesionado gravemente a Bernd Schuster, por aquel entonces también en el FC Barcelona. Por estos hechos, se le llegó a catalogar como «el carnicero de Bilbao». Estas dos fuertes entradas, marcaron para siempre la carrera de este futbolista, desde entonces, puesto como ejemplo de jugador habituado a cometer faltas excesivamente crueles.
A lo largo de su trayectoria en el club vizcaíno logró 44 goles en 369 partidos.
En 1987 firmó por el Atlético de Madrid, aunque casi no dispuso de minutos. Solamente jugó 37 partidos en tres temporadas.
En total disputó 312 partidos en la Primera División española con ambos clubes.

### Selección nacional
Fue internacional sub-21, en tres ocasiones, en 1977.
Fue internacional con la selección absoluta en 39 ocasiones. Su debut como internacional fue el 16 de febrero de 1983 en el partido España 1 - 0 Países Bajos. Goikoetxea marcó un total de cuatro goles con la selección en los cinco años que fue internacional.

#### Participaciones en Copas del Mundo y Eurocopas
Acudió a la Eurocopa de 1984, donde participó en los tres primeros partidos del torneo como titular.
Goikoetxea participó en la Copa Mundial de Fútbol de 1986. Disputó cuatro encuentros contra Brasil, Irlanda del Norte, Argelia y Dinamarca. En el torneo marcó un gol contra los daneses de penalti.

### Como entrenador
Entre 1992 y 1995 fue entrenador de la selección española sub-21. También dirigió en diversas ocasiones a la selección sub-20 y sub-19. Durante el Mundial de 1994 fue segundo entrenador de Javier Clemente en la selección española.
Desde 1996 hasta 2001 entrenó a varios equipos (Salamanca, Compostela, Numancia, Racing de Santander y Rayo Vallecano). Después de unas temporadas sin entrenar, regresó al banquillo de Unión Deportiva Salamanca a finales de la temporada 2004-2005 con el objetivo de salvar al equipo del descenso a Segunda División B, aunque finalmente no lo consiguió.
Entre 2005 y 2007 dirigió nuevamente al CD Numancia de Segunda División, donde acabó en la zona media de la clasificación.
En la temporada 2007-2008, entrenó al Hércules CF, el cual quería luchar por el ascenso a Primera División, no siendo renovado su contrato al no conseguir el objetivo (el equipo fue 6.º).
El 15 de diciembre de 2010, fue fichado por la Asociación Deportiva Ceuta. Fue cesado en abril de 2011.
En marzo de 2013, firmó como seleccionador de Guinea Ecuatorial. Logró clasificar al combinado ecuatoguineano para la Copa África, pero no llegó a dirigir al equipo en dicho torneo, puesto que no renovó su contrato, que venció el 31 de diciembre de 2014.

### Como representante institucional
En agosto de 2019 regresó al Athletic Club para hacer las funciones de representante institucional de la Fundación del club rojiblanco.

## Clubes

### Como jugador
| Club               | País   | Año       |
| ------------------ | ------ | --------- |
| Bilbao Athletic    | España | 1973-1975 |
| Athletic Club      | España | 1975-1987 |
| Atlético de Madrid | España | 1987-1990 |

### Como entrenador
| Club                           | País              | Año       |
| ------------------------------ | ----------------- | --------- |
| España sub-21                  | España            | 1992-1995 |
| Salamanca                      | España            | 1996-1997 |
| SD Compostela                  | España            | 1999      |
| Numancia                       | España            | 1999-2000 |
| Racing de Santander            | España            | 2000      |
| Rayo Vallecano                 | España            | 2001      |
| Salamanca                      | España            | 2005      |
| Numancia                       | España            | 2005-2007 |
| Hércules CF                    | España            | 2007-2008 |
| AD Ceuta                       | España            | 2010-2011 |
| Selección de Guinea Ecuatorial | Guinea Ecuatorial | 2013-2014 |

## Palmarés
| Título              | Club          | País   | Año  |
| ------------------- | ------------- | ------ | ---- |
| Liga española       | Athletic Club | España | 1983 |
| Liga española       | Athletic Club | España | 1984 |
| Copa del Rey        | Athletic Club | España | 1984 |
| Supercopa de España | Athletic Club | España | 1984 |